# Хладетинка обична
Хладетинка обична (лат. Leotia lubrica Pers.; Leotia gelatinosa Hill.) јестива је врста гљиве која се налази и у листопадним и у четинарским шумама, на трави или између лишћа. Врло је честа гљива али се тешко запажа без обзира што живи у колонијама или чак у грмљу. Расте од августа до половине новембра.

## Клобук
Клобук шири 0,5—2 cm него виши 0,2—0,6 cm. Спљоштен је и кугласт, избочен. Крај обао, подврнут и дебео као средина, понекад са браздом. Са доње стране је гладак и прелази у стручак истог састава. Озоздо је маслинасте и живожуте боје. 

## Химениј
Химениј представља горњи слој клобука, желатинозног састава, наборан, сјајан и љепљив. Окермаслинаст, маслинаст, маслинастозелен.

## Стручак
Стручак величине од 3—6/0,2—0,6 cm. Облика је ваљка. Наранџаст је као Cantharellus lutescens или је маслинастожут у старости и циметносмеђ. Слузав је и клизак. 

## Месо
Месо дебљине до 0,5 mm. Желатинозно и еластично. Укус благ незаметљив и мало на плесан. 

## Микроскопија
Споре бледожућкасте, hyaline. Негативни на јод. Парафизе гранасте, септиране. 

## Сличне врсте
По облику и величини клобука слична јој је ремута (лат. Cudonia circinans). По боји и по спорама сличан је и зелени језичац (лат. Microglossum viride).

## Галерија
- Хладетинка обична, Финска
- Хладетинка обична
- Споре хладетинке обичне
- J. Sowerby (1797)
- Jan Kops (1872)
- L. Dufour (1891)
- W. G. Farlow (1929)